# Globulin kháng thymocyte
Anti-thymocyte globulin (ATG) là truyền các kháng thể có nguồn gốc từ ngựa hoặc thỏ chống lại các tế bào T của người, được sử dụng trong phòng ngừa và điều trị thải ghép cấp tính trong cấy ghép nội tạng và điều trị thiếu máu bất sản.

## Công dụng
Hai chất chống đông máu antithymocyte (ATG) được cấp phép sử dụng lâm sàng tại Hoa Kỳ là Thymoglobulin (thỏ ATG, rATG, Genzyme) và Atgam (ngựa ATG, eATG, Pfizer). Thymoglobulin và Atgam hiện được cấp phép sử dụng trong điều trị thải ghép thận; Atgam được cấp phép bổ sung để sử dụng trong điều trị thiếu máu bất sản. Cả hai loại thuốc này đều được sử dụng trong các ứng dụng ngoài nhãn, đặc biệt là các tác nhân gây ức chế miễn dịch trước và/hoặc trong quá trình ghép thận. Một loại globulin lympho chống T của thỏ do Neovii Dược phẩm sản xuất được bán ngoài thị trường Hoa Kỳ dưới tên Grafalon.
Quản trị ATG làm giảm đáng kể năng lực miễn dịch ở những bệnh nhân có hệ thống miễn dịch bình thường, thông qua sự kết hợp của các hành động, một số được hiểu rõ ràng và một số giả thuyết hơn. RATG đặc biệt có tác dụng làm giảm lớn (thông qua quá trình ly giải tế bào) về số lượng tế bào lympho T lưu hành, do đó ngăn ngừa (hoặc ít nhất là trì hoãn) sự đào thải tế bào của các cơ quan được cấy ghép. Tuy nhiên, ý kiến y tế vẫn được phân chia khi lợi ích của việc giảm sâu các tế bào T này vượt trội hơn so với việc tăng nguy cơ nhiễm trùng và ác tính.
Ở Hoa Kỳ, nó thường được đưa ra vào thời điểm cấy ghép để ngăn ngừa bệnh ghép so với vật chủ, mặc dù nhiều trung tâm châu Âu thích sử dụng nó để điều trị thải ghép cấp tính kháng steroid, vì các trung tâm châu Âu thường phục vụ dân số đồng nhất và từ chối có xu hướng ít là một vấn đề. 

## Biến chứng và giải pháp thay thế
Sử dụng ATG có thể gây ra hội chứng giải phóng cytokine, và được cho là làm tăng nguy cơ rối loạn tế bào lympho sau ghép gan (PTLD); tuy nhiên, hiệp hội này có thể không áp dụng khi chế độ dùng thuốc thấp hơn được sử dụng. Có một số bằng chứng cho thấy rằng gây ức chế miễn dịch bằng rATG khi ghép tạng có thể tạo điều kiện trong hệ thống miễn dịch của bệnh nhân thuận lợi cho sự phát triển của dung nạp miễn dịch, nhưng cơ sở chính xác cho sự phát triển như vậy vẫn chủ yếu là suy đoán. Sự suy giảm tạm thời của quần thể tế bào T tại thời điểm cấy ghép cũng có nguy cơ bị từ chối cấp tính chậm, có thể bị bỏ sót và gây ra thiệt hại nghiêm trọng cho mảnh ghép.
Các kháng thể thụ thể kháng IL-2Rα như basiliximab và daclizumab đang ngày càng được sử dụng thay thế ATG như một liệu pháp cảm ứng, vì chúng không gây ra hội chứng giải phóng cytokine và (về mặt lý thuyết) cải thiện sự phát triển của dung nạp.
Hội chứng giải phóng cytokine liên quan đến quản lý ATG thường gây sốt cấp độ cao (trên 39 o C), ớn lạnh và có thể nghiêm trọng trong khi dùng thuốc, vì lý do steroid (thường là methylprednisolone), diphenhydramine 25 Nott50   mg và acetaminophen 650   mg thường được dùng chung. Phản ứng bất lợi như vậy thường có thể được kiểm soát bằng cách làm chậm tốc độ truyền.

## Lịch sử
Báo cáo đầu tiên về việc tiêm chủng cho động vật của một loài (lợn Guinea) chống lại các tế bào miễn dịch của một loài khác (tế bào lympho chuột) là của Élie Metchnikoff vào năm 1899. Ông đã báo cáo các tế bào tiêm được phục hồi từ các hạch bạch huyết chuột vào lợn Guinea và chờ tiêm chủng để dẫn đến sự tích tụ các kháng thể chống chuột trong máu lợn Guinea. Sau đó, khi anh ta thu thập huyết thanh từ những con lợn Guinea này và tiêm nó vào những con chuột bình thường, anh ta đã quan sát thấy sự suy giảm rõ rệt về số lượng tế bào lympho chuột lưu hành.

### Tình trạng bệnh ghép so với vật chủ
Rabbit ATG đã được sử dụng trong hai thử nghiệm ngẫu nhiên để giảm bệnh ghép cấp tính so với vật chủ (aGVH) ở những người nhận được cấy ghép tế bào tiền nhân. Trong khi liều cao hơn (15   mg/kg) giảm aGVH điều này đã được bù đắp bằng cách tăng nhiễm trùng. Tuy nhiên, theo dõi lâu dài cho thấy ở cả mức cao và mức thấp (7,5   mg/kg) liều GVH mãn tính (cGVH) đã giảm. Một thử nghiệm tương tự về globulin chống lympho bào cho thấy xu hướng giảm aGVH không có ý nghĩa thống kê, nhưng giảm cGVH. Nhóm cấy ghép máu và tủy Canada hiện đang tiến hành thử nghiệm ngẫu nhiên đầu tiên ở cGVH bằng cách sử dụng liều ATG thỏ thậm chí thấp hơn (4,5 mg/kg) trong nỗ lực xác nhận những quan sát này. Điểm cuối là giảm tỷ lệ bệnh nhân mắc cGVH sau 1 năm, giảm các thuốc ức chế miễn dịch.